# Louis Delaunoij
Louis Albert Armand Etienne Delaunoij (Amsterdam, 3 marzo 1879 – Bussum, 29 ottobre 1947) è stato uno schermidore olandese, vincitore di una medaglia di bronzo nella scherma ai giochi olimpici.